# Daniil Steptšenko
Daniil Steptšenko, né le 13 août 1986 à Narva, est un biathlète estonien. Il a participé aux Jeux olympiques en 2014.

## Biographie
Il fait ses débuts internationaux en 2005 en prenant part aux Championnats du monde jeunesse. En 2007, il remporte son unique titre et podium international en gagnant le sprint des Championnats du monde junior de biathlon d'été à Otepää. Lors de l'hiver 2009-2010, il dispute une manche de la Coupe du monde à Khanty-Mansiïsk. En ouverture de la saison 2012-2013, il s'octroie ses premiers points à Östersund avec une 38e place au sprint. Il améliore cette performance un an plus tard au même lieu avec une 34e place sur l'individuel. En 2014, il participe aux Jeux olympiques de Sotchi, se classant 49e du sprint, 58e de la poursuite, 61e de l'individuel, 17e du relais et 15e du relais mixte. Il prend sa retraite sportive à l'issue de cette saison, citant un manque se soutien financier.

## Palmarès
| Épreuve / Édition | Individuel | Sprint | Poursuite | Départ en masse | Relais | Relais mixte |
| Sotchi 2014       | 61e        | 49e    | 58e       | -               | 17e    | 15e          |

- - : pas de participation à l'épreuve.

### Championnats du monde
| Épreuve / Édition             | Individuel                       | Sprint                           | Poursuite                        | Mass start                       | Relais                           | Relais mixte |
| Mondiaux 2010 Khanty-Mansiisk | Épreuve inexistante à cette date | Épreuve inexistante à cette date | Épreuve inexistante à cette date | Épreuve inexistante à cette date | Épreuve inexistante à cette date | 16e          |
| Mondiaux 2011 Khanty-Mansiisk | 93e                              | —                                | —                                | —                                | —                                | —            |
| Mondiaux 2012 Ruhpolding      | —                                | 74e                              | —                                | —                                | 18e                              | —            |
| Mondiaux 2013 Nové Město      | 109e                             | 89e                              | —                                | —                                | 15e                              | —            |

Légende :
- — : non disputée par Steptšenko

### Coupe du monde
- Meilleur classement général : 86e en 2014.
- Meilleur résultat individuel : 34e.

#### Différents classements en Coupe du monde
| Année     | Classement général final | Sprint | Poursuite | Individuel | Mass start |
| 2012-2013 | 96e                      | 86e    | -         | -          | -          |
| 2013-2014 | 86e                      | 91e    | 82e       | 52e        | -          |